# Crataegus karadaghensis
Crataegus karadaghensis es una especie de planta del género Crataegus, perteneciente a la familia Rosaceae.

## Taxonomía
Crataegus karadaghensis fue descrita por Antonina Poyárkova en 1963.

## Distribución
Se encuentra en el territorio este de Europa.